# Јусуф Чевро
Јусуф Чевро (Мостар, 25. фебруар 1914 — Полог, код Мостара, 1. август 1941) био је учесник Народноослободилачке борбе и Народни херој Југославије.

## Биографија
Рођен је 25. фебруара 1914. године у Мостару.
Као млади кројачки радник рано се укључио у рад револуционарне радничке омладине Мостара и синдикалне подружнице текстилно-кројачких радника. После 1935. године, када се у Мостар вратило с робије неколико старијих и искуснијих комуниста, партијско руководство посебну пажњу посвећивало је раду чланова Комунистичке партије Југославије (КПЈ) и њених симпатизера на развијању револуционарног духа у међу мостарским радницима.
Био је међу првим омладинцима који су долазили у Раднички дом, и по задатку партијског руководства радили на преузимању и стабилизацији Дома, и обнављању синдикалних организација. Као председник синдикалне подружнице текстилно-кројачких радника, организовао је 1936. године штрајк кројача, који је трајао месец дана. Помагао је штрајкове рудара, грађевинара, месара, и у њима узимао учешће. Године 1936. је примљен у чланство КПЈ.
По директиви КПЈ, путовао је у Коњиц, Столац, Требиње и Сарајево, радио на успостављању веза и обнављању партијских организација. У његовој кући била је смештена партијска техника Обласног комитета КПЈ за Херцеговину, којом је он руководио. Крајем јуна 1940. године, у Мостару је одржана партијска конференција на којој је формиран Месни комитет КПЈ за Мостар. За првог секретара је био изабран Јусуф Чевро. Исте године изабран је и за члана Обласног комитета КПЈ за Херцеговину.
У току Априлског рата, 1941. године у његовој кући одржана је седница Месног комитета КПЈ за Мостар поводом ратне ситуације и деловања петоколонаша. Тада је решено да се, у име Месног комитета КПЈ, упути делегација команданту Армије и скрене пажња на деловање непријатеља.
У кући познатог мостарског револуционара Гојка Вуковића, Јусуф је 31. јула одржао састанак с групом комуниста, на коме су разрађивани партијски задаци у вези с оружаном борбом. Усташе су откриле место одржавања састанка и извршиле напад. Група је тада пружила отпор, а Јусуф је успео да побегне, преплива Неретву и да се склони. Пошто је био потказан, усташе су успеле да га ухапсе.
У усташком затвору у Мостару, био је страховито мучен – вешали су га за ноге, тукли моткама, боли ножевима, држали га без хране дајући му да пије само слану воду. И поред тога усташе нису успеле да од Јусуфа изнуде било какве податке о партијској организацији Мостара и њеном раду. Потпуно физички уништеног и измученог, усташе су га, заједно с Слободаном Вуковићем, сином револуционара Гојка Вуковића стрељале на месту Овојци, код села Полога, у близини Мостара, 1. августа 1941. године.
Указом Президијума Народне скупштине Федеративне Народне Републике Југославије, 23. јула 1952. године, проглашен је за народног хероја.
Године 1965. његови посмртни остаци су пренети и сахрањени на Партизанском гробљу у Мостару.